# Nael Eltoukhy
Nael Eltoukhy, född 1978, är en egyptisk författare.
Han debuterade 2003 med en novellsamling, och gav några år senare ut den korta debutromanen Layla Antun. Boken saknar handling och kan beskrivas som en arabisk postmodern roman. Med romanen 2006 (utgiven 2009) fick han sitt stora genombrott. Romanen är en satir över dubbelmoral och självgodhet inom kultureliten och växlar tvärt mellan klassisk arabiska och dialekt. Eltoukhy har själv kallat den "experimentell underhållningslitteratur".
Eltoukhy översätter också litteratur från hebreiska. Eftersom hebreisk litteratur har dåligt rykte i arabvärlden sluter inte arabiska förlag avtal med israeliska förlag, och Eltoukhy publicerar därför sina översättningar på sin blogg. Han har publicerat drygt hundra översättningar på bloggen.